# Kovačevac (Jagodina)
Kovačevac (Servisch cyrillisch Ковачевац) is een plaats in de Servische gemeente Jagodina. De plaats telt 235 inwoners (2002).